# Pongkai
Pongkai is een bestuurslaag in het regentschap Kampar van de provincie Riau, Indonesië. Pongkai telt 701 inwoners (volkstelling 2010).